# اندیس باقرانی
باقرانی یک اندیس فلزی است که در حوالی شهر اسفندقه استان کرمان قرار دارد و مادهٔ معدنی موجود در آن، طلا است.  